# シェリー・スゥエニー
シェリー・スゥエニー（シェリー・スウェニーとも、Shelley Sweeney, 1966年1月11日 - ）は、カナダ出身の女優。稲川素子事務所に所属していた。

## 出演作品

### 映画
- キングの火遊び
- ゴジラシリーズ
  - ゴジラvsメカゴジラ - キャサリン・バーガー 役[1]
  - ゴジラvsデストロイア - ペンタゴン所員 役[1]
  - ゴジラ2000 ミレニアム - 外国人レポーター 役[1]
  - ゴジラ FINAL WARS
- ナースコール
- 東京魔悲夜
- 瀬戸内ムーンライト・セレナーデ
- 劇場版 仮面ライダーアギト PROJECT G4
- 大仏廻国 The Great Buddha Arrival[2]

### 海外のテレビドラマ
- 冒険野郎マクガイバー

### 日本のテレビドラマ
- 放送記者物語（NHK）
- 渡る世間は鬼ばかり（TBS）
- HOTEL（TBS）
- 協奏曲（TBS）
- スチュワーデス物語（TBS）
- 愛していると言ってくれ（TBS）
- ジューン・ブライド（TBS）
- ひとり暮らし（TBS）
- 俺たちの旅（TBS）
- 恋の神様（TBS）
- 3年B組金八先生 第5シリーズ 第8話（TBS） - 加藤バーバラの母 役
- ウルトラシリーズ
  - ウルトラマンティガ 第6話（毎日放送） - ロザリンド・ホルンヘス博士 役
  - ウルトラQ dark fantasy（テレビ東京） - ジェンシー 役
  - ウルトラマンマックス 第39話（TBS） - 地底文明デロス（声は山本百合子）役
- おいしい関係（フジテレビ）
- ロングバケーション（フジテレビ）
- スーパー戦隊シリーズ
  - 忍者戦隊カクレンジャー（テレビ朝日）
  - 電磁戦隊メガレンジャー（テレビ朝日）
  - 魔法戦隊マジレンジャー（テレビ朝日）第37話
- 重甲ビーファイター（テレビ朝日） - ジェラの正体 役
- ランチの女王（フジテレビ）
- Shin-D ぼくの彼女は外資系（日本テレビ）
- シンデレラは眠らない（日本テレビ）
- はるちゃん4（東海テレビ）
- 天までとどけ4（1995年、TBS） - コリン・オルネイ 役

### バラエティ番組など
- 嗚呼!バラ色の珍生!!（日本テレビ）　レギュラー
- よい国（フジテレビ）　レギュラー
- ビートたけしのTVタックル（テレビ朝日）
- たけしの万物創世紀（テレビ朝日）
- 浅草橋ヤング洋品店（テレビ東京）
- 開運!なんでも鑑定団（テレビ東京）
- 出没!アド街ック天国（テレビ東京）
- 奇跡体験!アンビリバボー（フジテレビ）
- メントレ（フジテレビ）
- ザ・ジャッジ! ～得する法律ファイル（フジテレビ）
- プロジェクトX〜挑戦者たち〜（NHK）
- 特命リサーチ200X（日本テレビ）
- USO!?ジャパン（TBS）
- 世界痛快伝説!!運命のダダダダーン!（朝日放送）
- ザ!世界仰天ニュース（日本テレビ）
- 頭脳バトルBRAIN MAX（BS日テレ）

### CM
- アサヒビール
- サッポロビール
- 日産・シルビア
- 日本ハム
- ロッテ トッポ
- ソニー ハンディカム
- Lark
- Vestaチャッカマンプチ